# Liste der Banken in Tschechien
Liste der Banken in der Tschechischen Republik, nach Eigentümerschaft gegliedert.

## Mehrheitlich im tschechischen Besitz befindliche Banken
- Air Bank
- Česká exportní banka
- Českomoravská stavební spořitelna
- Českomoravská záruční a rozvojová banka
- Fio banka
- HYPO stavební spořitelna
- Hypoteční banka
- J&T Banka
- Modrá pyramida stavební spořitelna
- Stavební spořitelna České spořitelny (Bausparkasse der Tschechischen Sparkasse)

## Tschechische Banken mit ausländischem Mehrheitsbesitz
- Česká spořitelna (ČSAS) (Tschechische Sparkasse) – im Besitz der Erste Bank (Österreich)
- Československá obchodní banka (ČSOB) – gehört zur belgischen KBC Bank
- Equa bank
- GE Money Bank CZ
- Komerční banka (KB) – gehört zur Société Générale
- LBBW Bank CZ – gehört zur Landesbank Baden-Württemberg
- PPF banka
- Raiffeisenbank – gehört zur Raiffeisen International, Österreich
- Sberbank CZ
- UniCredit Bank Czech Republic and Slovakia (ehemals Živnostenská banka)
- Wüstenrot hypoteční banka

## Ausländische Banken mit Niederlassungen in Tschechien
- ABN AMRO Bank N.V. (Niederlande)
- Bank of Tokyo-Mitsubishi UFJ (Holland) N.V.
- BRE Bank S.A.
- Calyon S.A.
- Citibank Europe plc
- Commerzbank Aktiengesellschaft
- Deutsche Bank Aktiengesellschaft
- Fortis Bank SA/NV
- HSBC Bank plc
- ING Bank N.V.
- Oberbank AG
- PRIVAT BANK AG der Raiffeisenlandesbank Oberösterreich
- Raiffeisenbank im Stiftland eG
- Všeobecná úverová banka (Allgemeine Kreditbank)
- Waldviertler Sparkasse von 1842 AG

## Ehemalige Kreditinstitute in Tschechien
- Živnostenská banka
- Böhmische Escompte-Bank und Credit-Anstalt (Bebca)
- Böhmische Union Bank
- Konsolidační banka
- Investiční a poštovní banka (IPB Banka)- größte Bankenpleite Tschechiens
- Bank der Tschechischen Legionäre (Banka československých legií)

- Karte mit allen Koordinaten:
- OSM |
- WikiMap